# Most u Grabu
Most na Grabu u selu Grabu, Grad Trilj.

## Opis dobra
Vrijeme nastanka je 19. stoljeće. Usred naselja Grab, a preko istoimenog potoka nalazi se kameni most s pet zasvođenih otvora polukružnog oblika. Lukovi se oslanjaju na kamene pilone pravokutnog presjeka s uzvodnim i nizvodnim zaobljenim kljunom. Izmijenjen je izvorni izgled nadgrađa mosta, umjesto izvorne ograde izvedena je betonska ploča s utilitarnom željeznom ogradom i proširena je kolna površina. I pored navedenih izmjena karakter izvorne konstrukcije mosta je zadržan. Most u Grabu predstavlja lijep građevinski utilitarni i kulturno povijesni spomenik, sagrađen u prvoj polovini 19. st.

## Zaštita
Pod oznakom Z-4879 zaveden je kao nepokretno kulturno dobro - pojedinačno, pravna statusa zaštićena kulturnog dobra, klasificirano kao "javne građevine".